# 애급쥐
애급쥐(학명: Rattus rattus) 또는 곰쥐는 집쥐속에 속하는 긴꼬리쥐 설치류의 일종이다. 학명은 라투스 라투스(라틴어: Rattus rattus)로 집쥐속의 모식종이다. 이 종은 원래 아시아 열대 지역에 분포했으나 1세기에 유럽에 도달하기 이전에 로마 시대에 근동 지역까지 퍼졌으며, 이후 유럽을 거쳐 전세계에 퍼졌다. 페스트의 중간숙주이다.

## 같이 보기
- 폴리네시아쥐